# (38664) 2000 OU50
2000 OU50 (asteroide 38664) é um asteroide da cintura principal. Possui uma excentricidade de 0.14197270 e uma inclinação de 6.31673º.
Este asteroide foi descoberto no dia 31 de julho de 2000 por LINEAR em Socorro.